# Филя (персонаж)
Филя — щенок коричневой масти с длинными ушами, кукольный персонаж из телепередачи «Спокойной ночи, малыши!».

## История персонажа
Впервые появился в программе «Спокойной ночи, малыши!» в 1968 году под именем Лёва. Но имя не прижилось, и пса стали называть Филя — так в детстве бабушка называла редактора детской редакции Владимира Шинкарёва, который и придумал персонажа.
Много лет Филю озвучивал актёр театра Образцова Григорий Толчинский, его позвали в группу по инициативе Натальи Державиной, озвучивавшей Хрюшу. После смерти Толчинского в 1988 году персонажа начал озвучивать 18-летний актёр Игорь Галуненко (1970—1993), которого после его отъезда в США в 1991 году сменил Сергей Григорьев, работавший до этого кукловодом. Григорьев озвучивал Филю до 2013 года.
С 2014 года Филю озвучивает Андрей Нечаев.  С 2016 года, в рубрике «С добрым утром, малыши!», Филю озвучивает Юрий Сокиркин, ранее игравший волчонка Зубка в «Шишкином Лесу».
Персонаж получил развитие в виде взрослого пса Филиппа Шарикова, «собакора» (собачьего корреспондента) программы «Тушите свет», продавца прессы в программе «Красная стрела» и спившегося сторожа Филиппа Филипповича в «Спокойной ночи, взрослые!», входящем в «Джентльмен-шоу».